# Massandra
Massandra (ukr. Масандра, Masandra; ros. Массандра) – osiedle typu miejskiego na Ukrainie, w Republice Autonomicznej Krymu, w granicach jałtańskiej rady miejskiej. W 2001 roku liczyło ok. 7 tys. mieszkańców.

## Pałac
Głównym zabytkiem Massandry jest pałac carski. Początki założenia parkowo-pałacowego sięgają 1783 roku, gdy córka polskiego magnata, Lwa Potockiego, na zakupionym przez siebie terenie  zbudowała rezydencję i park o powierzchni 80 ha.
W latach 30. XIX wieku majątek ten przejął Michaił Woroncow. Jego syn w 1881 roku rozpoczął gruntowną przebudowę pałacu, który został silnie uszkodzony przez burzę. Pracami kierował architekt Bouchard. Śmierć właściciela wstrzymała roboty i doprowadziła do sprzedania majątku w 1892 roku carowi Rosji, Aleksandrowi III. Na jego polecenie architekt Mesmacher dokończył przebudowę pałacu w stylu neobarokowym, zachowując przy tym znaczną część neorenesansowego projektu Boucharda. W 1902 roku budowlę zakończono. Nowy car Mikołaj II Romanow preferował jednak pałac w Liwadii, więc pałac massandryjski używany był tylko okazjonalnie w czasie polowań czy wycieczek. Nigdy też car w nim nie nocował. Znaczna część projektów Mesmachera dotyczących wyposażenia wnętrz nie została zrealizowana.
Po rewolucji bolszewickiej i ostatecznym upadku władzy białych pałac upaństwowiono. W latach 1929–1941 w pałacu mieściło się sanatorium dla gruźlików, a następnie wykorzystywano go aż do 1991 roku jako rezydencję wypoczynkową dla dostojników komunistycznych ZSRR. Od 1992 roku w pałacu działa muzeum prezentujące wnętrza i umeblowanie pałacowe. Wokół pałacu znajduje się niewielki zabytkowy park z dwoma wielkimi sekwojami o wysokości 47 m.

## Wina
Massandra znana jest także jako miejsce produkcji win. Winnice i piwnice do dojrzewania win założył w 1894 roku książę Lew Golicyn. Były to pierwsze winnice na Krymie od upadku tutejszych miast bizantyjskich. W 1898 roku zbudował 7 tuneli długości 150 m i szerokości 5 m każdy, w celu dojrzewania w nich win. Konstrukcja ta, podobnie jak i tradycja produkcji win przetrwała mimo upaństwowienia do dziś i w dalszym ciągu produkowane są tu wina. Szczególnie cenione są pochodzące z Massandry wina deserowe, w tym Muskat Biełyj Krasnogo Kamnia (Muskat Biały Czerwonego Kamienia).
Przy fabryce działa małe muzeum poświęcone winu i księciu Golicynowi.

## MiG-25
Mianem MASSANDRA osługa tego myśliwca określała płyn stosowany w instalacjach chłodzenia bloków wyposażenia radioelektronicznego oraz w instalacji przeciwoblodzeniowej wiatrochronu kabiny pilota, którym był roztwór spirytusu z wodą 50/50. Samo określenie było również skrótem od Mikojan Ariatom,sławnyj syn armianskogo naroda dał radost awiatoram.